# Франсоа I дьо Клев
Франсоа I дьо Клев (на френски: François I de Clèves; * 2 септември 1516, Кюси сюр Лоар; † 13 февруари 1562, Невер, Франция) от Дом Клев-Ла Марк, е от 1521 г. граф на Невер и Йо и от 1553 г. граф на Бофор, от 1539 г. първият херцог на Невер.

## Живот
Той е единственият син на граф Шарл дьо Клев-Невер (* 1491, † 1521) и съпругата му Мари д’Албрет (* 1491, † 1549).
След смъртта на баща му през 1521 г. Франсоа I го последва. Понеже е малолетен е под регентството на майка му.
През 1537 г. участва в поход срещу Савойското херцогство. След две години през януари 1539 г. Графство Невер е издигнато в херцогство и в перство. През октомври 1545 г. е номиниран за гуверньор на Шампан и Графство Бри. През 1553 г. наследява братовчедката си Клод дьо Фоа и получава графствата Бофор и Ретел.
През 1551 г. е командир във френската войска в конфликта между Франция и Хабсбургите.
Франсоа I умира в Невер.
- Франсоа I дьо Клев ок. 1540
- Херцогският дворец в Невер

## Брак и потомство
∞ 1. на 10 януари 1538 г. за втората си братовчедка Маргарита дьо Бурбон-Вандом (* 1516, † 1559), дъщеря на херцог Шарл IV дьо Бурбон-Вандом, сестра на Антоан Наварски, леля на бъдещия крал Анри IV от Франция. Те имат децата:
- Франсоа II (* 1540, † 1563)
- Хенриета (* 1542, † 1601), наследничка (от 1564), херцогиня на Невер, ∞ 1566 г. за Луиджи Гондзага (1539 – 1595) от Мантуа
- Жак (* 1544, † 1564), херцог на Невер и граф на Невер
- Анри († умира млад)
- Катерина (* 1548, † 1633), графиня на Йо и Бофор, ∞ 1560 за Антоан III дьо Кроа, принц на Порсеан, 2. ∞ 1570 Анри дьо Гиз, 3-ти херцог на Гиз
- Мария (* 1553, † 1574), ∞ 1572 за Анри I Бурбон-Конде, принц на Конде

∞ 2. през 1560 г. за Мари дьо Бурбон († 1601), графиня на Сен-Пол. Тя е първа братовчедка на първата му съпруга. Бракът е бездетен.